# Chasmina mexicana
Chasmina mexicana là một loài bướm đêm trong họ Noctuidae.